# Нануманга
Нануманга (Nanumanga) — атол і адміністративний округ Тувалу.
Нануманга має форму овалу. На острові дві лагуни. Суша вкрита ксерофітною рослинністю, на березі — мангровими деревами.
Нануманга був відкритий 5 травня 1781 року іспанським торговцем Франциско Маурелле (ісп. Francisco Maurelle). 1986 року археологами на острові були знайдені печери, в яких збереглися осередки вогню доісторичних мешканців Нануманга.
У 2002 чисельність населення Нануманга становила 589 осіб. Єдині поселення острова — села Тонга і Токелау.